# Liga de Naciones de Voleibol Femenino de 2022
La Liga de Naciones de Voleibol Femenino de 2022 fue la cuarta edición del torneo anual más importante de selecciones nacionales de voleibol femenino, el evento fue organizado por la Federación Internacional de Voleibol (FIVB) y contó con 16 equipos. La fase final se disputó en Ankara, Turquía.

## Equipos participantes
16 equipos calificaron para la competencia. 11 de ellos calificaron como equipos principales que no descienden. Otros 5 equipos fueron seleccionados como equipos invitados que podrían ser relegados del torneo.
Para esta edición, se eligió a Bulgaria como reemplazante de Rusia debido a las sanciones impuestas en consecuencia a la guerra en Ucrania.
|                     | AVC                                 | CEV                                               | NORCECA                     | CSV    |
| ------------------- | ----------------------------------- | ------------------------------------------------- | --------------------------- | ------ |
| Equipos principales | China Corea del Sur Japón Tailandia | Alemania Italia Países Bajos Rusia Serbia Turquía | Estados Unidos              | Brasil |
| Equipos desafiantes |                                     | Bélgica Polonia Bulgaria                          | Canadá República Dominicana |        |

## Sistema de competición[3]

### Ronda Preliminar
Los 16 equipos se dividirán en dos bombos de 8 equipos. Cada semana, los equipos deberán jugar 4 partidos contra rivales de sus bombos, en un total de 3 semanas. Ocho equipos de la tabla general clasifican a la ronda final, siendo uno de ellos el anfitrión de la fase final Turquía. El último equipo desafiante de la tabla general desciende a la Copa Challenger 2022.

### Ronda final
Los siete mejores clasificados de la tabla general junto a Turquía se enfrentaran en una serie de llaves a partir de cuartos de final. Para asignar los enfrentamientos, el primero de la tabla jugará contra el octavo, el 2.º contra el 7.º, el 3.º contra el 6.º y el 4.º contra el 5.º.
En caso de que Turquía clasifica entre los 8 primeros de la tabla, se le asignará la 1.º cabeza de serie. De lo contrario, se le asignará la 8.º.

## Formato del torneo[5]
| Semana 1                                                                               | Semana 1                                                            | Semana 2                                                                              | Semana 2                                                             | Semana 3                                                                 | Semana 3                                                                          |
| Grupo 1 Shreveport - Bossier City                                                      | Grupo 2 Ankara                                                      | Grupo 3 Brasilia                                                                      | Grupo 4 Quezon City, Filipinas                                       | Grupo 5 Calgary                                                          | Grupo 6 Sofía                                                                     |
| -------------------------------------------------------------------------------------- | ------------------------------------------------------------------- | ------------------------------------------------------------------------------------- | -------------------------------------------------------------------- | ------------------------------------------------------------------------ | --------------------------------------------------------------------------------- |
| Estados Unidos Brasil Japón República Dominicana Alemania Polonia Corea del Sur Canadá | Turquía China Bulgaria Países Bajos Italia Bélgica Serbia Tailandia | Brasil Turquía República Dominicana Países Bajos Italia Alemania Serbia Corea del Sur | Estados Unidos China Japón Bulgaria Bélgica Polonia Tailandia Canadá | Canadá Estados Unidos Turquía Japón Países Bajos Bélgica Alemania Serbia | Bulgaria China Brasil República Dominicana Italia Polonia Corea del Sur Tailandia |

## Ronda preliminar

### Posiciones
| Posición | Equipo               | Partidos | Partidos | Partidos | Pts | Sets | Sets | Sets  | Puntos | Puntos | Puntos |
| Posición | Equipo               | PJ       | PG       | PP       | Pts | SG   | SP   | Ratio | PG     | PP     | Ratio  |
| -------- | -------------------- | -------- | -------- | -------- | --- | ---- | ---- | ----- | ------ | ------ | ------ |
| 1.º      | Estados Unidos       | 12       | 11       | 1        | 32  | 33   | 7    | 4714  | 961    | 810    | 1186   |
| 2.º      | Brasil               | 12       | 10       | 2        | 29  | 31   | 12   | 2583  | 997    | 898    | 1110   |
| 3.º      | Italia               | 12       | 10       | 2        | 29  | 31   | 13   | 2385  | 1021   | 888    | 1150   |
| 4.º      | China                | 12       | 8        | 4        | 26  | 29   | 17   | 1706  | 1046   | 923    | 1133   |
| 5.º      | Japón                | 12       | 8        | 4        | 25  | 30   | 16   | 1875  | 1042   | 931    | 1119   |
| 6.º      | Serbia               | 12       | 8        | 4        | 23  | 27   | 20   | 1350  | 1042   | 1044   | 0.998  |
| 7.º      | Turquía              | 12       | 7        | 5        | 23  | 28   | 18   | 1556  | 1060   | 966    | 1097   |
| 8.º      | Tailandia            | 12       | 5        | 7        | 15  | 22   | 25   | 0.880 | 994    | 1049   | 0.948  |
| 9.º      | República Dominicana | 12       | 5        | 7        | 14  | 19   | 27   | 0.704 | 926    | 1039   | 0.891  |
| 10.º     | Alemania             | 12       | 4        | 8        | 14  | 20   | 27   | 0.741 | 1045   | 1057   | 0.989  |
| 11.º     | Países Bajos         | 12       | 4        | 8        | 14  | 20   | 28   | 0.714 | 1010   | 1047   | 0.965  |
| 12.º     | Canadá               | 12       | 4        | 8        | 12  | 17   | 26   | 0.654 | 961    | 989    | 0.972  |
| 13.º     | Polonia              | 12       | 4        | 8        | 12  | 18   | 29   | 0.621 | 1005   | 1049   | 0.958  |
| 14.º     | Bulgaria             | 12       | 4        | 8        | 12  | 14   | 27   | 0.519 | 867    | 914    | 0.949  |
| 15.º     | Bélgica              | 12       | 4        | 8        | 8   | 18   | 32   | 0.563 | 1034   | 1130   | 0.915  |
| 16.º     | Corea del Sur        | 12       | 0        | 12       | 0   | 3    | 36   | 0.083 | 701    | 978    | 0.717  |

     Clasificadas a la ronda final      Clasificada como anfitrión      Relegada a la Challenger Cup

Actualizado al 03-07-2022. Fuente: VNL

### Resultados

#### Semana 1
- Del 31 de mayo al 5 de junio

Grupo 1
- Sede:  Brookshire Grocery Arena
- Todos los horarios corresponden a la hora de Shreveport - Bossier City, Estados Unidos ( UTC-06:00 )

| Fecha  | Hora  | Equipo 1             | Sets  | Equipo 2             | Set 1 | Set 2 | Set 3 | Set 4 | Set 5 | Total   |
| ------ | ----- | -------------------- | ----- | -------------------- | ----- | ----- | ----- | ----- | ----- | ------- |
| 31 May | 17:00 | Alemania             | 1 : 3 | Brasil               | 27–29 | 25-23 | 25-27 | 21-25 |       | 98–104  |
| 31 May | 20:00 | Estados Unidos       | 3 : 0 | República Dominicana | 25-21 | 25-17 | 25-18 |       |       | 75–56   |
| 1 Jun  | 17:00 | Polonia              | 3 : 1 | Canadá               | 20-25 | 25-22 | 25-23 | 25-20 |       | 95–90   |
| 1 Jun  | 20:00 | Corea del Sur        | 0 : 3 | Japón                | 17-25 | 16-25 | 11-25 |       |       | 44–75   |
| 2 Jun  | 14:00 | Brasil               | 3 : 0 | Polonia              | 25-23 | 25-21 | 25-22 |       |       | 75–66   |
| 2 Jun  | 17:00 | Alemania             | 2 : 3 | Japón                | 27-25 | 25-23 | 20-25 | 22-25 | 12–15 | 106–113 |
| 2 Jun  | 20:00 | Canadá               | 3 : 0 | República Dominicana | 25-18 | 25-15 | 25-18 |       |       | 75–51   |
| 3 Jun  | 14:00 | Alemania             | 3 : 0 | Corea del Sur        | 25-22 | 25-15 | 25-16 |       |       | 75–53   |
| 3 Jun  | 17:00 | República Dominicana | 1 : 3 | Brasil               | 9-25  | 25-16 | 18-25 | 17-25 |       | 69–91   |
| 3 Jun  | 20:00 | Estados Unidos       | 3 : 0 | Canadá               | 25-14 | 25-22 | 25-19 |       |       | 75–55   |
| 4 Jun  | 14:00 | Corea del Sur        | 0 : 3 | Polonia              | 9-25  | 23-25 | 11-25 |       |       | 43–75   |
| 4 Jun  | 17:00 | República Dominicana | 1 : 3 | Japón                | 17-25 | 25-20 | 21-25 | 10-25 |       | 73–95   |
| 4 Jun  | 20:00 | Estados Unidos       | 3 : 0 | Brasil               | 25-21 | 25-20 | 25-18 |       |       | 75–59   |
| 5 Jun  | 12:00 | Polonia              | 3 : 2 | Alemania             | 27-25 | 25-22 | 14-25 | 23-25 | 15–7  | 104–104 |
| 5 Jun  | 15:00 | Japón                | 3 : 0 | Estados Unidos       | 25-22 | 25-20 | 25-20 |       |       | 75–62   |
| 5 Jun  | 18:00 | Corea del Sur        | 0 : 3 | Canadá               | 21-25 | 13-25 | 16-25 |       |       | 50–75   |

Grupo 2
- Sede:  Ankara Sports Hall
- Todos los horarios corresponden a la hora de Ankara, Turquía ( UTC+03:00 )

| Fecha  | Hora  | Equipo 1     | Sets  | Equipo 2     | Set 1 | Set 2 | Set 3 | Set 4 | Set 5 | Total   |
| ------ | ----- | ------------ | ----- | ------------ | ----- | ----- | ----- | ----- | ----- | ------- |
| 31 May | 15:30 | Tailandia    | 3 : 0 | Bulgaria     | 25-20 | 25-22 | 25-20 |       |       | 75–62   |
| 31 May | 18:30 | Turquía      | 3 : 0 | Italia       | 25-20 | 25-19 | 25-19 |       |       | 75–58   |
| 1 Jun  | 15:30 | Bélgica      | 1 : 3 | Serbia       | 25-14 | 16-25 | 17-25 | 22-25 |       | 80–89   |
| 1 Jun  | 18:30 | China        | 3 : 1 | Países Bajos | 16-25 | 25-22 | 25-23 | 25-23 |       | 91–93   |
| 2 Jun  | 13:00 | Tailandia    | 3 : 2 | Serbia       | 25-23 | 25-27 | 25-20 | 20-25 | 15–12 | 110–107 |
| 2 Jun  | 16:00 | Bulgaria     | 3 : 2 | Países Bajos | 25-15 | 12-25 | 19-25 | 25-15 | 15–7  | 96–87   |
| 2 Jun  | 19:00 | Bélgica      | 1 : 3 | Italia       | 25-21 | 19-25 | 23-25 | 20-25 |       | 87–96   |
| 3 Jun  | 13:00 | Serbia       | 3 : 0 | Bulgaria     | 26–24 | 25-15 | 26–24 |       |       | 77–63   |
| 3 Jun  | 16:00 | Países Bajos | 0 : 3 | Italia       | 19-25 | 15-25 | 15-25 |       |       | 49–75   |
| 3 Jun  | 19:00 | Turquía      | 1 : 3 | China        | 16-25 | 25-20 | 16-25 | 22-25 |       | 79–95   |
| 4 Jun  | 13:00 | Tailandia    | 2 : 3 | Bélgica      | 22-25 | 25-18 | 25-23 | 21-25 | 13–15 | 106–106 |
| 4 Jun  | 16:00 | China        | 3 : 1 | Italia       | 25-13 | 20-25 | 25-22 | 25-18 |       | 95–78   |
| 4 Jun  | 19:00 | Bulgaria     | 0 : 3 | Turquía      | 19-25 | 21-25 | 16-25 |       |       | 56–75   |
| 5 Jun  | 13:00 | Serbia       | 3 : 2 | Países Bajos | 27-25 | 25-16 | 17-25 | 22-25 | 15–13 | 106–104 |
| 5 Jun  | 16:00 | Tailandia    | 3 : 2 | China        | 25-23 | 13-25 | 14-25 | 25-23 | 15–11 | 92–107  |
| 5 Jun  | 19:00 | Turquía      | 3 : 1 | Bélgica      | 15-25 | 25-21 | 25-21 | 25-15 |       | 90–82   |

### Semana 2
Grupo 3
- Sede:  Arena BRB Nilson Nelson
- Todos los horarios corresponden a la hora de Brasilia, Brasil ( UTC-03:00 )

| Fecha  | Hora  | Equipo 1             | Sets  | Equipo 2             | Set 1 | Set 2 | Set 3 | Set 4 | Set 5 | Total   |
| ------ | ----- | -------------------- | ----- | -------------------- | ----- | ----- | ----- | ----- | ----- | ------- |
| 14 Jun | 18:00 | Países Bajos         | 1 : 3 | Alemania             | 20-25 | 19-25 | 25-12 | 22-25 |       | 86–87   |
| 14 Jun | 21:00 | Serbia               | 1 : 3 | Italia               | 25-21 | 14-25 | 15-25 | 20-25 |       | 74–96   |
| 15 Jun | 18:00 | República Dominicana | 3 : 0 | Corea del Sur        | 25-21 | 25-17 | 25-13 |       |       | 75–51   |
| 15 Jun | 21:00 | Brasil               | 3 : 1 | Turquía              | 19-25 | 25-23 | 25-23 | 25-23 |       | 94–94   |
| 16 Jun | 15:00 | Serbia               | 3 : 0 | Corea del Sur        | 40–38 | 25-22 | 25-22 |       |       | 90–82   |
| 16 Jun | 18:00 | Italia               | 3 : 2 | República Dominicana | 25-23 | 20-25 | 25-19 | 16-25 | 15–12 | 101–104 |
| 16 Jun | 21:00 | Países Bajos         | 0 : 3 | Brasil               | 16-25 | 15-25 | 23-25 |       |       | 54–75   |
| 17 Jun | 15:00 | Alemania             | 0 : 3 | Italia               | 19-25 | 22-25 | 25-27 |       |       | 66–77   |
| 17 Jun | 18:00 | Serbia               | 3 : 2 | Turquía              | 25-19 | 15-25 | 20-25 | 25-22 | 15–13 | 100–104 |
| 17 Jun | 21:00 | Países Bajos         | 2 : 3 | República Dominicana | 25-23 | 20-25 | 21-25 | 25-15 | 7–15  | 98–103  |
| 18 Jun | 15:00 | Italia               | 3 : 1 | Brasil               | 25-17 | 25-15 | 14-25 | 25-14 |       | 89–71   |
| 18 Jun | 18:00 | Alemania             | 0 : 3 | Turquía              | 22-25 | 21-25 | 22-25 |       |       | 65–75   |
| 18 Jun | 21:00 | Países Bajos         | 3 : 0 | Corea del Sur        | 25-11 | 25-21 | 25-18 |       |       | 75–50   |
| 19 Jun | 10:00 | Brasil               | 3 : 0 | Serbia               | 25-21 | 25-9  | 25-21 |       |       | 75–51   |
| 19 Jun | 13:00 | Alemania             | 1 : 3 | República Dominicana | 23-25 | 23-25 | 25-11 | 25-27 |       | 96–88   |
| 19 Jun | 16:00 | Turquía              | 3 : 1 | Corea del Sur        | 20-25 | 25-13 | 25-19 | 25-15 |       | 95–72   |

Grupo 4
- Sede:  Smart Araneta Coliseum
- Todos los horarios corresponden a la hora de Quezon City, Filipinas ( UTC+08:00 )

| Fecha  | Hora  | Equipo 1       | Sets  | Equipo 2       | Set 1 | Set 2 | Set 3 | Set 4 | Set 5 | Total   |
| ------ | ----- | -------------- | ----- | -------------- | ----- | ----- | ----- | ----- | ----- | ------- |
| 14 Jun | 15:00 | Canadá         | 0 : 3 | Tailandia      | 19-25 | 22-25 | 24–26 |       |       | 65–76   |
| 14 Jun | 19:00 | Japón          | 3 : 0 | Polonia        | 25-21 | 25-21 | 25-21 |       |       | 75–63   |
| 15 Jun | 15:00 | Bulgaria       | 0 : 3 | Estados Unidos | 20-25 | 22-25 | 20-25 |       |       | 62–75   |
| 15 Jun | 19:00 | China          | 3 : 0 | Bélgica        | 25-19 | 25-22 | 25-14 |       |       | 75–55   |
| 16 Jun | 11:00 | Polonia        | 3 : 2 | Tailandia      | 22-25 | 27–29 | 25-16 | 25-16 | 15–13 | 114–99  |
| 16 Jun | 15:00 | Canadá         | 3 : 1 | Bélgica        | 25-22 | 25-21 | 22-25 | 25-22 |       | 97–90   |
| 16 Jun | 19:00 | Bulgaria       | 0 : 3 | Japón          | 20-25 | 16-25 | 23-25 |       |       | 59–75   |
| 17 Jun | 11:00 | Polonia        | 0 : 3 | Estados Unidos | 12-25 | 21-25 | 16-25 |       |       | 49–75   |
| 17 Jun | 15:00 | China          | 3 : 1 | Canadá         | 25-16 | 18-25 | 25-12 | 25-18 |       | 93–71   |
| 17 Jun | 19:00 | Japón          | 3 : 0 | Tailandia      | 25-22 | 25-16 | 25-14 |       |       | 75–52   |
| 18 Jun | 11:00 | Bulgaria       | 3 : 0 | Canadá         | 26–24 | 25-22 | 25-21 |       |       | 76–67   |
| 18 Jun | 15:00 | Bélgica        | 3 : 2 | Polonia        | 25-20 | 15-25 | 25-22 | 22-25 | 15–13 | 102–105 |
| 18 Jun | 19:00 | Estados Unidos | 3 : 0 | China          | 25-21 | 25-23 | 25-21 |       |       | 75–65   |
| 19 Jun | 11:00 | Bulgaria       | 2 : 3 | Bélgica        | 22-25 | 23-25 | 25-20 | 25-20 | 15–17 | 110–107 |
| 19 Jun | 15:00 | Tailandia      | 1 : 3 | Estados Unidos | 25-17 | 13-25 | 23-25 | 18-25 |       | 79–92   |
| 19 Jun | 19:00 | Japón          | 3 : 1 | China          | 19-25 | 25-16 | 25-23 | 25-12 |       | 94–76   |

### Semana 3
Grupo 5
- Sede:  Seven Chiefs Sportplex
- Todos los horarios corresponden a la hora de Calgary, Canadá ( UTC-06:00 )

| Fecha  | Hora  | Equipo 1       | Sets  | Equipo 2       | Set 1 | Set 2 | Set 3 | Set 4 | Set 5 | Total   |
| ------ | ----- | -------------- | ----- | -------------- | ----- | ----- | ----- | ----- | ----- | ------- |
| 28 Jun | 17:00 | Serbia         | 3 : 1 | Alemania       | 17-25 | 25-16 | 25-21 | 25-18 |       | 92–80   |
| 28 Jun | 20:00 | Canadá         | 3 : 1 | Turquía        | 25-22 | 21-25 | 25-22 | 25-23 |       | 96–92   |
| 29 Jun | 17:00 | Japón          | 2 : 3 | Países Bajos   | 25-23 | 20-25 | 26–24 | 21-25 | 10–15 | 102–112 |
| 29 Jun | 20:00 | Bélgica        | 0 : 3 | Estados Unidos | 16-25 | 21-25 | 19-25 |       |       | 56–75   |
| 30 Jun | 14:00 | Turquía        | 3 : 0 | Países Bajos   | 25-23 | 25-11 | 25-21 |       |       | 75–55   |
| 30 Jun | 17:00 | Alemania       | 3 : 1 | Bélgica        | 20-25 | 25-18 | 25-22 | 25-20 |       | 95–85   |
| 30 Jun | 20:00 | Estados Unidos | 3 : 0 | Serbia         | 25-17 | 33–31 | 25-16 |       |       | 83–64   |
| 1 Jul  | 14:00 | Bélgica        | 1 : 3 | Países Bajos   | 25-21 | 24–26 | 20-25 | 21-25 |       | 90–97   |
| 1 Jul  | 17:00 | Turquía        | 3 : 1 | Japón          | 25-20 | 25-15 | 18-25 | 25-22 |       | 93–82   |
| 1 Jul  | 20:00 | Serbia         | 3 : 1 | Canadá         | 25-20 | 25-14 | 20-25 | 25-22 |       | 95–81   |
| 2 Jul  | 14:00 | Turquía        | 2 : 3 | Estados Unidos | 22-25 | 25-18 | 25-27 | 25-23 | 16–18 | 113–111 |
| 2 Jul  | 17:00 | Japón          | 1 : 3 | Serbia         | 25-22 | 20-25 | 19-25 | 22-25 |       | 86–97   |
| 2 Jul  | 20:00 | Alemania       | 3 : 1 | Canadá         | 25-19 | 19-25 | 27-25 | 25-23 |       | 96–92   |
| 3 Jul  | 11:00 | Bélgica        | 3 : 2 | Japón          | 25-16 | 18-25 | 25-19 | 11-25 | 15–10 | 94–95   |
| 3 Jul  | 14:00 | Estados Unidos | 3 : 1 | Alemania       | 25-17 | 25-13 | 13-25 | 25-22 |       | 88–77   |
| 3 Jul  | 17:00 | Países Bajos   | 3 : 1 | Canadá         | 22-25 | 27-25 | 26–24 | 25-23 |       | 100–97  |

Grupo 6
- Sede:  Arena Armeec
- Todos los horarios corresponden a la hora de Sofía, Bulgaria ( UTC+03:00 )

| Fecha  | Hora  | Equipo 1             | Sets  | Equipo 2             | Set 1 | Set 2 | Set 3 | Set 4 | Set 5 | Total   |
| ------ | ----- | -------------------- | ----- | -------------------- | ----- | ----- | ----- | ----- | ----- | ------- |
| 28 Jun | 17:00 | China                | 2 : 3 | Brasil               | 20-25 | 23-25 | 25-18 | 25-21 | 11–15 | 104–104 |
| 28 Jun | 20:00 | República Dominicana | 0 : 3 | Bulgaria             | 15-25 | 13-25 | 21-25 |       |       | 49–75   |
| 29 Jun | 17:00 | Tailandia            | 3 : 0 | Corea del Sur        | 25-11 | 25-22 | 25-17 |       |       | 75–50   |
| 29 Jun | 20:00 | Italia               | 3 : 1 | Polonia              | 25-27 | 25-20 | 28–26 | 25-18 |       | 103–91  |
| 30 Jun | 13:30 | Tailandia            | 1 : 3 | República Dominicana | 25-22 | 23-25 | 23-25 | 21-25 |       | 92–97   |
| 30 Jun | 16:30 | Polonia              | 0 : 3 | China                | 8-25  | 23-25 | 20-25 |       |       | 51–75   |
| 30 Jun | 20:00 | Corea del Sur        | 0 : 3 | Brasil               | 17-25 | 19-25 | 13-25 |       |       | 49–75   |
| 1 Jul  | 13:30 | China                | 3 : 0 | República Dominicana | 25-19 | 25-16 | 25-15 |       |       | 75–50   |
| 1 Jul  | 16:30 | Italia               | 3 : 1 | Corea del Sur        | 25-17 | 23-25 | 25-15 | 25-19 |       | 98–76   |
| 1 Jul  | 20:00 | Brasil               | 3 : 0 | Bulgaria             | 25-21 | 25-20 | 25-18 |       |       | 75–59   |
| 2 Jul  | 13:30 | República Dominicana | 3 : 2 | Polonia              | 20-25 | 38–36 | 25-20 | 13-25 | 15–9  | 111–115 |
| 2 Jul  | 16:30 | Brasil               | 3 : 1 | Tailandia            | 25-18 | 26–24 | 23-25 | 25-23 |       | 99–90   |
| 2 Jul  | 20:00 | Italia               | 3 : 0 | Bulgaria             | 25-12 | 25-19 | 25-21 |       |       | 75–52   |
| 3 Jul  | 13:30 | China                | 3 : 1 | Corea del Sur        | 25-13 | 19-25 | 25-19 | 26–24 |       | 95–81   |
| 3 Jul  | 16:30 | Tailandia            | 0 : 3 | Italia               | 20-25 | 14-25 | 14-25 |       |       | 48–75   |
| 3 Jul  | 20:00 | Polonia              | 1 : 3 | Bulgaria             | 25-22 | 13-25 | 17-25 | 22-25 |       | 77–97   |

## Ronda final
- Del 13 al 17 de julio

- Sede:  Ankara Sports Hall
- Todos los horarios corresponden a la hora de Ankara, Turquía ( UTC+03:00 )

|  | Cuartos de final | Cuartos de final | Cuartos de final |         |        | Semifinales | Semifinales | Semifinales |        |               | Final         | Final         | Final       |  |
|  | 13 y 14 de julio | 13 y 14 de julio | 13 y 14 de julio |         |        | 16 de julio | 16 de julio | 16 de julio |        |               | 17 de julio   | 17 de julio   | 17 de julio |  |
|  |                  |                  |                  |         |        |             |             |             |        |               |               |               |             |  |
|  |                  |                  |                  |         |        |             |             |             |        |               |               |               |             |  |
|  | 3                | Brasil           | 3                |         |        |             |             |             |        |               |               |               |             |  |
|  | 3                | Brasil           | 3                |         |        |             |             |             |        |               |               |               |             |  |
|  | 6                | Japón            | 1                |         |        |             |             |             |        |               |               |               |             |  |
|  | 6                | Japón            | 1                |         | Brasil | Brasil      | 3           |             |        |               |               |               |             |  |
|  | 13 de julio      |                  |                  |         | Brasil | Brasil      | 3           |             |        |               |               |               |             |  |
|  |                  |                  | Serbia           | Serbia  | 1      |             |             |             |        |               |               |               |             |  |
|  | 2                | Estados Unidos   | Serbia           | Serbia  | 1      | 2           |             |             |        |               |               |               |             |  |
|  | 2                | Estados Unidos   |                  |         |        |             |             |             |        |               |               |               |             |  |
|  | 7                | Serbia           | 3                |         |        |             |             |             |        |               |               |               |             |  |
|  | 7                | Serbia           | 3                |         |        |             |             |             |        | Brasil        | Brasil        | 0             |             |  |
|  |                  |                  |                  |         |        |             |             |             |        | Brasil        | Brasil        | 0             |             |  |
|  |                  |                  | Italia           | Italia  | 3      |             |             |             |        |               |               |               |             |  |
|  | 4                | Italia           | Italia           | Italia  | 3      | 3           |             |             |        |               |               |               |             |  |
|  | 4                | Italia           |                  |         |        |             |             |             |        |               |               |               |             |  |
|  | 5                | China            | 1                |         |        |             |             |             |        |               |               |               |             |  |
|  | 5                | China            | 1                |         | Italia | Italia      | 3           |             |        | Tercer puesto | Tercer puesto | Tercer puesto |             |  |
|  | 14 de julio      |                  |                  |         | Italia | Italia      | 3           |             |        | Tercer puesto | Tercer puesto | Tercer puesto |             |  |
|  |                  |                  | Turquía          | Turquía | 0      |             |             |             |        |               |               |               |             |  |
|  | 1                | Turquía          | Turquía          | Turquía | 0      | 3           |             |             | Serbia | Serbia        | 3             |               |             |  |
|  | 1                | Turquía          |                  |         |        |             |             |             | Serbia | Serbia        | 3             |               |             |  |
|  | 8                | Tailandia        | 1                |         |        |             |             |             |        |               | Turquía       | Turquía       | 0           |  |
|  | 8                | Tailandia        | 1                |         |        |             |             |             |        |               | Turquía       | Turquía       | 0           |  |
|  |                  |                  |                  |         |        |             |             |             |        |               |               |               |             |  |

### Cuartos de final
| Fecha       | Hora  | Equipo 1       | Sets  | Equipo 2  | Set 1 | Set 2 | Set 3 | Set 4 | Set 5 | Total   |
| ----------- | ----- | -------------- | ----- | --------- | ----- | ----- | ----- | ----- | ----- | ------- |
| 13 de julio | 15:00 | Brasil         | 3 : 1 | Japón     | 29-27 | 28-26 | 20-25 | 25-14 |       | 102-92  |
| 13 de julio | 18:30 | Estados Unidos | 2 : 3 | Serbia    | 27-29 | 23-25 | 25-20 | 25-20 | 13-15 | 113-109 |
| 14 de julio | 15:00 | Italia         | 3 : 1 | China     | 25-22 | 25-19 | 24-26 | 25-22 |       | 99-89   |
| 14 de julio | 18:30 | Turquía        | 3 : 1 | Tailandia | 23-25 | 25-15 | 25-18 | 25-21 |       | 98-79   |

### Semifinales
| Fecha       | Hora  | Equipo 1 | Sets  | Equipo 2 | Set 1 | Set 2 | Set 3 | Set 4 | Set 5 | Total |
| ----------- | ----- | -------- | ----- | -------- | ----- | ----- | ----- | ----- | ----- | ----- |
| 16 de julio | 15:00 | Serbia   | 1 : 3 | Brasil   | 25-14 | 18-25 | 24-26 | 19-25 |       | 86-90 |
| 16 de julio | 18:30 | Turquía  | 0 : 3 | Italia   | 18-25 | 26-28 | 22-25 |       |       | 66-78 |

### Tercer puesto
| Fecha       | Hora  | Equipo 1 | Sets  | Equipo 2 | Set 1 | Set 2 | Set 3 | Set 4 | Set 5 | Total |
| ----------- | ----- | -------- | ----- | -------- | ----- | ----- | ----- | ----- | ----- | ----- |
| 17 de julio | 15:00 | Turquía  | 0 : 3 | Serbia   | 25-27 | 17-25 | 24-26 |       |       | 66-78 |

### Final
| Fecha       | Hora  | Equipo 1 | Sets  | Equipo 2 | Set 1 | Set 2 | Set 3 | Set 4 | Set 5 | Total |
| ----------- | ----- | -------- | ----- | -------- | ----- | ----- | ----- | ----- | ----- | ----- |
| 17 de julio | 18:30 | Italia   | 3 : 0 | Brasil   | 25-23 | 25-22 | 25-22 |       |       | 75-67 |

## Posiciones finales
| Pos.              | Equipo               |
| ----------------- | -------------------- |
| Medalla de oro    | Italia               |
| Medalla de plata  | Brasil               |
| Medalla de bronce | Serbia               |
| 4                 | Turquía              |
| 5                 | Estados Unidos       |
| 6                 | China                |
| 7                 | Japón                |
| 8                 | Tailandia            |
| 9                 | República Dominicana |
| 10                | Alemania             |
| 11                | Países Bajos         |
| 12                | Canadá               |
| 13                | Polonia              |
| 14                | Bulgaria             |
| 15                | Bélgica VCC          |
| 16                | Corea del Sur        |

| \| \| \| \| \| Campeón Italia[6] 1.er título \| Plantel: 1 Marina Lubian, 3 Alessia Gennari, 4 Sara Bonifacio, 5 Ofelia Malinov, 6 Monica De Gennaro, 7 Eleonora Fersino, 8 Alessia Orro, 9 Caterina Chiara Bosetti, 10 Cristina Chirichella, 11 Anna Danesi, 14 Elena Pietrini, 15 Sylvia Chinelo Nwakalor, 17 Miriam Fatime Sylla , 18 Paola Ogechi Egonu. Entrenador: Davide Mazzanti |
| |
| |
| Campeón Italia 1.er título |

|                            |
|                            |
| Campeón Italia 1.er título |

## Distinciones individuales
| Categoría                   | Ganadora                                  |
| --------------------------- | ----------------------------------------- |
| Jugadora Más Valiosa (MVP)  | Paola Egonu                               |
| Mejor colocadora / armadora | Alessia Orro                              |
| Mejor atacante opuesta      | Paola Egonu                               |
| Mejor punta / receptora     | Caterina Bosetti Gabriela Braga Guimarães |
| Mejor central / medio       | Jovana Stevanović Ana Carolina da Silva   |
| Mejor líbero                | Monica De Gennaro                         |
| Mayor anotadora             | Britt Herbots (306 pts)                   |